# 双灵固本散
双灵固本散，原为中华灵芝宝，是绿谷制药生产的一款产品，曾被多次曝光虚假宣传、没有疗效、造假，被大量媒体揭露和批判。

## 争议

### 早期虚假宣传
“中华灵芝宝”原为上海绿谷1996年生产的保健食品，因其违规宣传，被多地工商、卫生部门予以查处，甚至被国家药品监督管理局撤消过药品批准文号。1999年3月，北京工商部门查处“中华灵芝宝”。2001年6月12日，上海、江西两地工商部门先后查处“中华灵芝宝”。2002年3月16日，“中华灵芝宝”在福州举办“防癌抗癌新成果学术报告会”，被当地省、市卫生行政执法部门至现场予以取缔。2002年4月23日，“中华灵芝宝”在长沙举办的“交流会”被湖南省工商局予以解散。

### 改名双灵固本散
2002年11月26日，“中华灵芝宝”在保健品大限（2002年12月31日）前经国家食品药品监督管理局批准，成为“国药准字B”类处方药（即保健类药品）B20020428，并同时改名为“双灵固本散”，顺利完成由“卫药健”向“国药准字B”的晋级。

### 盗印伪造《健康时报》
2004年5月，《健康时报》根据读者举报发现“双灵固本散”，非法盗印伪造《健康时报》，在武汉、郑州等地的一些医院、药店及街头散发，经查实，系上海绿谷公司员工所为。

### 发布非法报样广告
“双灵固本散”印制标有《生活与健康》、《抗癌周刊》、《东方健康抗癌特刊》、《中国医药》、《科技前沿》、《生活之友》等字样刊头的十几种非法报样广告进行宣传。

### 改名绿谷灵芝宝
2007年4月，双灵固本散的药品文号因伪造申报材料被国家食品药品监督管理局注销，之后，上海绿谷集团又推出了“绿谷灵芝宝”。